# Quận Aroostook, Maine
Quận Aroostook là một quận nằm trong tiểu bang Maine, Hoa Kỳ. Năm 2000, dân số quận là 73.938 người. Đây là quận lớn nhất trong tiểu bang. Quận lỵ là Houlton 6. Về diện tích, quận Aroostook là quận lớn nhất Hoa Kỳ phía đông của sông Mississippi. Cư dân của Maine thường được gọi tên quận đơn giản là "The County."
Là quận cực bắc của Maine, thị trấn của nó về phía bắc, Estcourt Station cũng là thành phố cực bắc của New England và của các lục địa Hoa Kỳ về phía đông của Ngũ Đại Hồ.

## Thông tin nhân khẩu
Theo điều tra dân số 6 năm 2000, quận đã có dân số 73.938 người, 30.356 hộ, và 20.429 gia đình sống trong quận. Mật độ dân số là 11 người cho mỗi dặm vuông (4/km ²). Có 38.719 đơn vị nhà ở với mật độ trung bình là 6 mỗi dặm vuông (2/km ²). Cơ cấu dân tộc của quận gồm 96,80% người da trắng, 0,38% da đen hay Mỹ gốc Phi, 1,36% người Mỹ bản xứ, 0,47% người châu Á, các đảo Thái Bình Dương 0,03%, 0,17% từ các chủng tộc khác, và 0,80% từ hai hoặc nhiều chủng tộc. 0,60% dân số là người Hispanic hay Latino thuộc chủng tộc nào đó. 22,6% là gốc Pháp, 15,4% gốc Hoa Kỳ hay Mỹ, 14,6% gốc Anh, 14,3% người Pháp Canada10,2%gốc Ailen. Theo điều tra dân số năm 2000, Hoa Kỳ, 22,37% dân số nói tiếng Pháp ở nhà.
Quận có 30.356 hộ, trong đó 28,40% có trẻ em dưới 18 tuổi sống chung với họ, 55,60% là các cặp vợ chồng sống với nhau, 8,10% có chủ hộ là nữ không có mặt chồng, và 32,70% là không lập gia đình. 27,60% của tất cả các hộ gia đình đã được tạo thành từ các cá nhân và 13,10% có người sống một mình 65 tuổi trở lên. Bình quân mỗi hộ là 2,36 và cỡ gia đình trung bình là 2,86.
Trong quận có dân số là trải ra với 22,60% ở độ tuổi dưới 18, 7,90% 18-24, 26,30% 25-44, 26,20% 45-64, và 17,00% 65 tuổi trở lên. Tuổi trung bình là 41 năm. Cứ mỗi 100 nữ có 95,40 nam giới. Cứ mỗi 100 nữ 18 tuổi trở lên, có 92,70 là nam giới.
Thu nhập trung bình cho một hộ gia đình trong quận đã được 28.837 USD, và thu nhập trung bình cho một gia đình là 36.044 USD. Nam giới có thu nhập trung bình $ 29.747 so với 20.300 USD đối với phái nữ. Thu nhập trên đầu cho các quận được 15.033 USD. Giới 9,80% gia đình và 14,30% dân số sống dưới mức nghèo khổ, trong đó có 16,20% những người dưới 18 tuổi và 16,00% có độ tuổi từ 65 trở lên.